# 室賀三郎
室賀 三郎（むろが さぶろう、1925年3月15日 - 2009年12月9日）は、日本の情報通信、コンピュータ分野の科学者。日本のコンピュータパイオニアとして知られ、アメリカのイリノイ大学教授を38年間つとめた。

## 経歴と主な研究
静岡県沼津市生まれ。1947年、東京大学電気工学科卒業、国有鉄道技術研究所に就職。世界最初の音声タイプライタの特許を申請する。1950年電波庁に転職し、1953年フルブライト奨学金でマサチューセッツ工科大学に留学。1954年から半年間、イリノイ大学に研究助手として留学。日本人として初めての大型コンピュータの使用経験を持つ人物となった。1955年に帰国。後藤英一や高島堅助らと共同で、日本初のパラメトロンコンピュータMUSASINO-1開発に関わる。1958年東京大学工学博士。
1960年、再渡米し、IBM Research Centerに勤務。1964年イリノイ大学に移り、しきい値理論に関する書籍を出版し、Tran sduction法を開発した。2002年までイリノイ大学で教鞭を取った。2004年4月、瑞宝中綬章受章。

## 著作
- 『論理設計とスイッチング理論』（共立出版） ISBN 4-320-02163-0